# Circonscription de Gorton
La circonscription de Gorton est une circonscription électorale australienne située dans la banlieue est de Melbourne, au Victoria. 
La circonscription a été créée en 2004 et porte le nom de Sir John Gorton qui a été Premier ministre d'Australie de 1968 à 1971. Elle est située dans la banlieue ouest de Melbourne et comprend les quartiers de Hillside, Sydenham, Taylors Lakes, Keilor, Keilor Downs, Delahey, Kings Park, une partie de Saint-Albans, Caroline Springs, Deer Park et des parties de Ardeer et de Sunshine. 
C'est l'un des sièges les plus sûrs en Australie pour le Parti travailliste.

## Représentants
| Nom              | Parti        | Période de mandat |
| ---------------- | ------------ | ----------------- |
| Brendan O'Connor | Travailliste | 2004–en cours     |